# 古代北部東アジア人

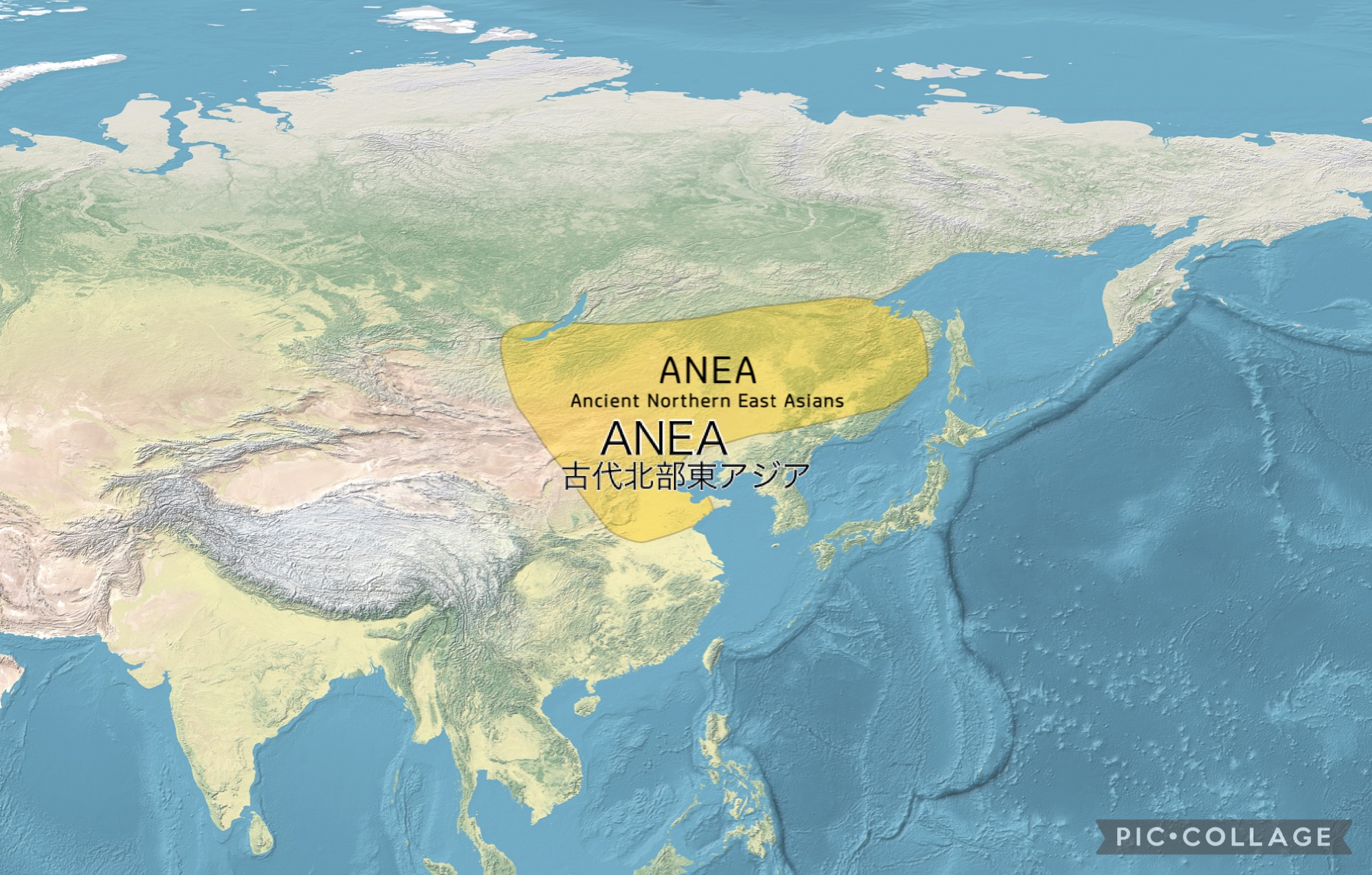
古代北部東アジア人の位置 。

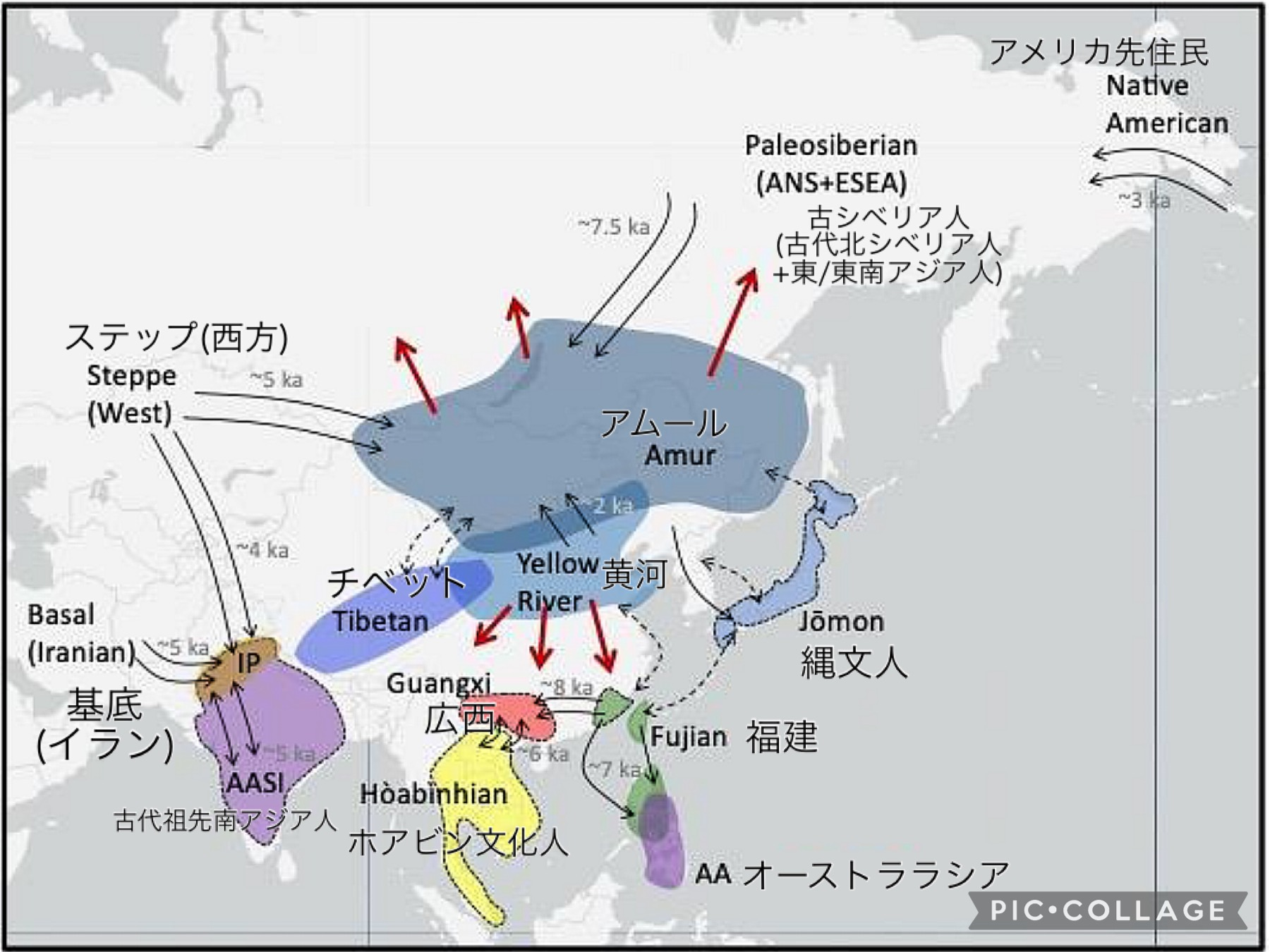
古代北部東アジア人の主要なサブグループの位置。黄河流域には黄河農耕民、その北には古代北東アジア人（またはアムール人の祖先）がいる 。

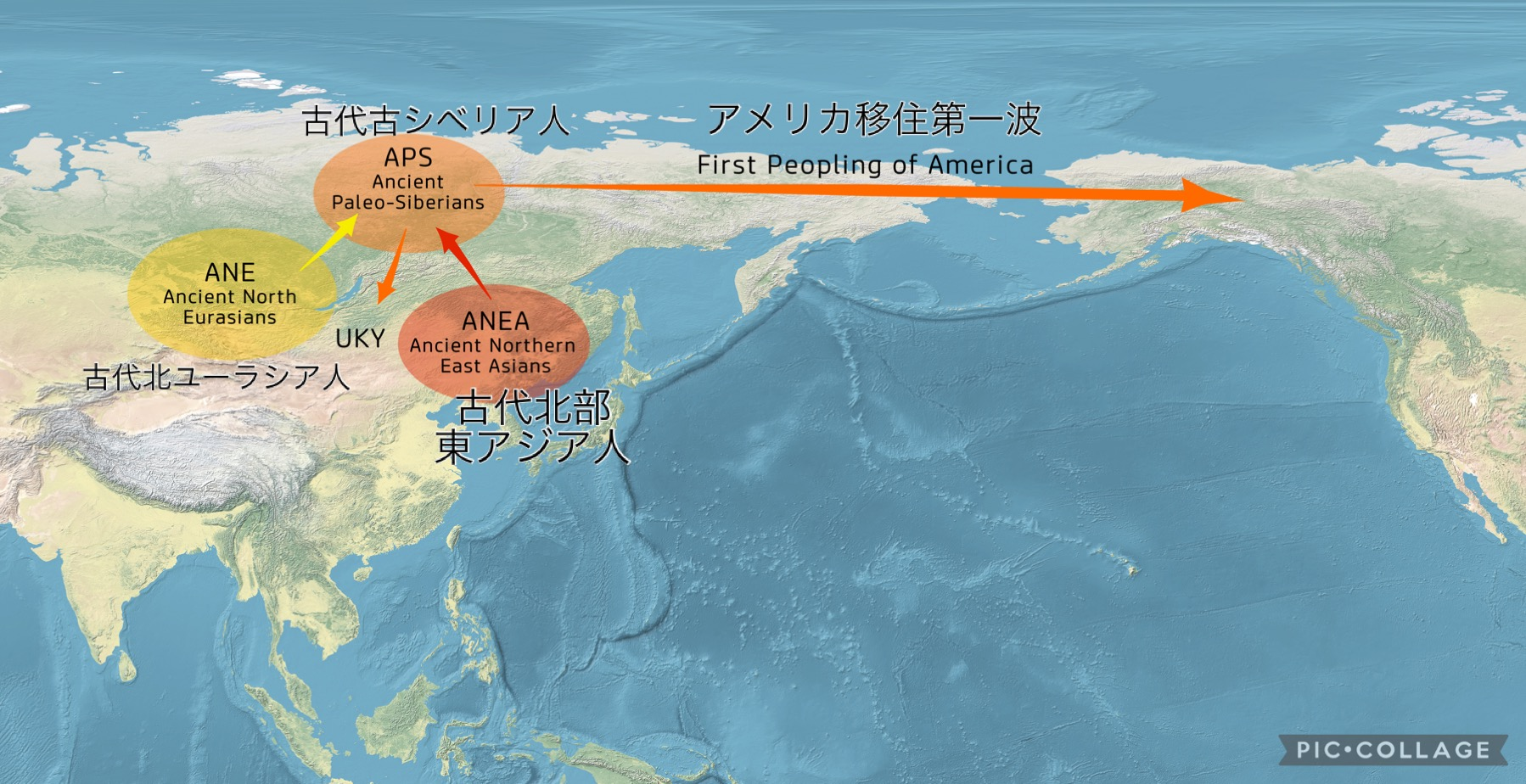
古シベリア人（APS）の形成に貢献し、古代北ユーラシア人（ANE）と連携する。

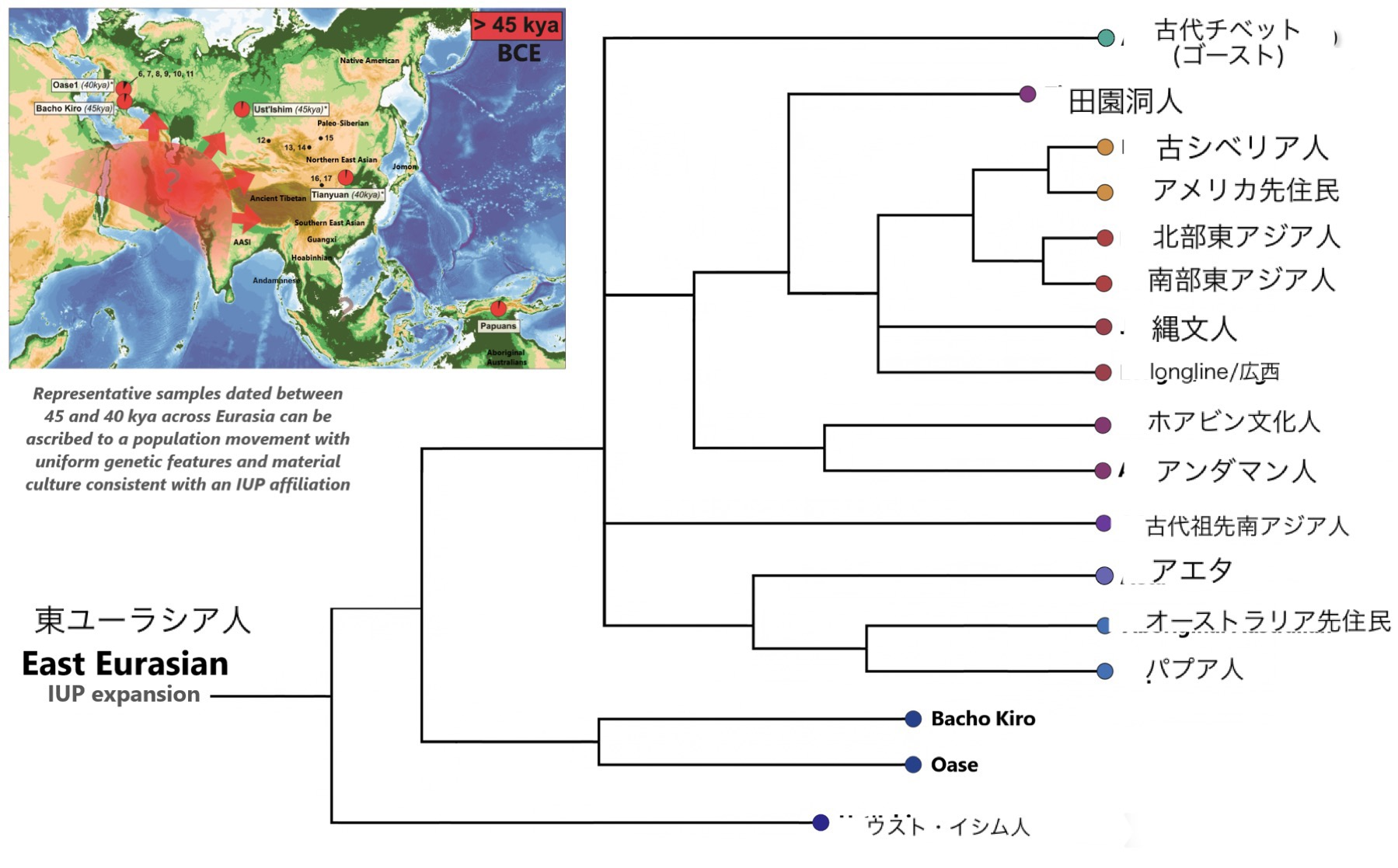
他の東ユーラシア人系統における（古代の）北部東アジア人系統の系統学的位置づけ

考古遺伝学では、古代北部東アジア人（ANEA）という用語は、北部東アジア人（NEA）とも呼ばれ、バイカル地域から現在の中国中央部の黄河と秦嶺・淮河線に及ぶ古代北部東アジア人を代表する関連する祖先構成要素を要約するために使用される。彼らは紀元前2万から2万6000年頃に古代南部東アジア人（ASEA）との共通祖先から分岐したと推測されている。
古代北部東アジア人(ANEA)は大きく3つのサブグループ、すなわち「古代北東アジア人」（ANA）、「新シベリア人」、「黄河農耕民」に区別できる。
「古代北東アジア人」（ANA）は「アムール祖先系統」とも呼ばれ、特にシベリア極東部、モンゴル、バイカル地方に住む、現在より7～4千年前の狩猟採集民を祖先とする古代北部東アジア人(ANEA)のサブグループを形成しているが、他の古代北部東アジア人と最も近縁である。
北方では、古代北部東アジア人の系統が古代北ユーラシア人（ANE）とともに古代古シベリア人（APS）の形成に寄与し、南方では古代南部東アジア人（ASEA）とともに「黄河農耕民」の形成に寄与したと推測されている 黄河農耕民はシナ・チベット語族の伝播に関連している。 。

## 新石器時代の集団
古代北部東アジア人(ANEA)の系統は、悪魔の門(Devil's Gate)（極東ロシア、〜7.7kya）、山東（中国沿岸部、〜9.5〜7.5kya）、バイカル湖（シベリア南部、〜7.1〜6.3kya）を含む初期新石器時代のサンプルによって代表されている。